# Buccinum nivale
Buccinum nivale är en snäckart som beskrevs av Friele 1882. Buccinum nivale ingår i släktet Buccinum och familjen valthornssnäckor. Inga underarter finns listade i Catalogue of Life.